# Lista do Patrimônio Mundial na Irlanda
A Organização das Nações Unidas para a Educação, a Ciência e a Cultura (UNESCO) propôs um plano de proteção aos bens culturais do mundo, através do Comité sobre a Proteção do Património Mundial Cultural e Natural, aprovado em 1972. Esta é uma lista do Patrimônio Mundial existente na Irlanda, especificamente classificada pela UNESCO e elaborada de acordo com dez principais critérios cujos pontos são julgados por especialistas na área. A República da Irlanda, país que ocupa uma região marcada historicamente pelo florescer e perpetuação do legado da civilização celta, ratificou a convenção em 16 de setembro de 1991, tornando seus locais históricos elegíveis para inclusão na lista.
O sítio Conjunto Arqueológico do Vale do Boyne foi o primeiro local da República da Irlanda inscrito na lista do Patrimônio Mundial da UNESCO por ocasião da 17ª Sessão do Comité do Património Mndial, realizada em Cartagena (Colômbia) em 1993. Desde a mais recente inclusão, a Irlanda totaliza dois sítios inscritos como Patrimônio Mundial, sendo ambos os sítios de classificação cultural. 

## Bens culturais e naturais
A Irlanda conta atualmente com os seguintes lugares declarados como Patrimônio da Humanidade pela UNESCO:
| | Conjunto Arqueológico do Vale do Boyne |
| Bem cultural inscrito em 1993. |                                        |
| Localização: Meath |                                        |
| Os três principais locais pré-históricos do conjunto Brú na Bóinne – Newgrange, Knowth e Dowth – estão localizados a cerca de 50 quilômetros ao norte de Dublin, na margem norte do rio Boyne. Devido ao seu tamanho e qualidade, eles são o exemplo mais importante de um complexo pré-histórico megalítico na Europa, dotado de um grande número de monumentos com funções sociais, econômicas, religiosas e funerárias. (UNESCO/BPI) |                                        |

| | Skellig Michael |
| Bem cultural inscrito em 1996. |                 |
| Localização: Kerry |                 |
| Empoleirado nas encostas íngremes da ilhota rochosa de Skellig Michael, a cerca de dez quilômetros da costa sudoeste da Irlanda, está um conjunto de edifícios monásticos cuja origem provavelmente remonta ao século VII. Testemunha da extrema demanda da fé religiosa dos primeiros cristãos irlandeses, Skellig Michael está em um estado excepcional de preservação, uma vez que seu isolamento não levou até recentemente ao fluxo de visitantes. (UNESCO/BPI) |                 |

## Lista Indicativa
Em adição aos sítios inscritos na Lista do Patrimônio Mundial, os Estados-membros podem manter uma lista de sítios que pretendam nomear para a Lista de Patrimônio Mundial, sendo somente aceitas as candidaturas de locais que já constarem desta lista. Desde 2010, a Irlanda possui 7 locais na sua Lista Indicativa.
| “ | Os locais escolhidos são uma amostra representativa dos Sítios Monásticos Medievais na Irlanda, que incorporam o rico e vasto passado histórico e cultural da Igreja Celta, desempenhando um papel crucial no desenvolvimento educacional e artístico da Europa. | ” |

| “ | O Burren está localizado ao longo da costa oriental da Irlanda, abrangendo o norte do Condado de Clare e o sudoeste do Condado de Galway. O Burren - do gaélico boireano que significa 'lugar de pedra' - é definido pela presença calcário exposto que se estende por uma área de aproximadamente 72.000 hectares. | ” |

| “ | Os Céide Fields compreendem uma paisagem neolítica composta por monumentos funerários megalíticos, casas de habitação e recintos dentro de um sistema integrado de muros de pedra que definem campos, que estão espalhados por 12 km² do norte de Mayo. Muitas das características são preservadas intactas sob lamaçais cobertos que têm mais de 4 metros de profundidade em alguns lugares. | ” |

| “ | Após a Restauração (1660), Dublin se tornou a segunda cidade, após Londres, do Império Britânico, enquanto um maior desenvolvimento e expansão no período georgiano (1714-1830) - resultou nos edifícios institucionais e infraestrutura e estabeleceu o traçado urbano substancialmente como sobrevive até hoje. Refletindo as ambições políticas e sociais de seus patronos, as instituições construídas são de alta qualidade arquitetônica. Crítico a isto foi a importância da cidade como local do Parlamento que atraiu ricos patronos aristocratas e, por sua vez, arquitetos e artesãos. Apesar da maioria dos pares se contentassem em adquirir casas que se encaixavam ao seu gosto, um número de casas de estilo palladiano ou neoclássico foram também erguidas. | ” |

| “ | A Cidade Monástica de Clonmacnoise e sua Paisagem Cultural está localizada nos condados de Offaly, Roscommon e Westmeath, no centro da Irlanda. É um exemplo incomparável e notável de uma cidade monástica medieval medieval relict unbscured pelo desenvolvimento moderno da construção. | ” |

| “ | Os locais reais agrupados aqui foram todos os locais de grandes coroações, cerimônias e assembleias reais, representando cada uma das quatro províncias irlandesas: Ulster, Leinster, Munster e Connaught, bem como a região de Meath. Navan Fort é retratado como o local real para os reis de Ulster; Dún Ailinne para os reis de Leinster; Cashel para os reis de Munster e Rathcroghan para os reis de Connaught. Tara era a sede dos reis de Meath e a sede dos reis irlandeses. | ” |

| “ | A forma de assentamento medieval mais comum (700-1.000 d.C.) na Irlanda foi o ringfort - em essência uma propriedade fechada ou fazenda. O número de exemplares sobreviventes foi estimado em cerca de 45.000. A maioria são recintos simplesmente definidos por um único banco de terreno e vala (chamados de raths) ou por uma única parede de pedra seca (chamadas de cashels). | ” |